# Émile Nelligan

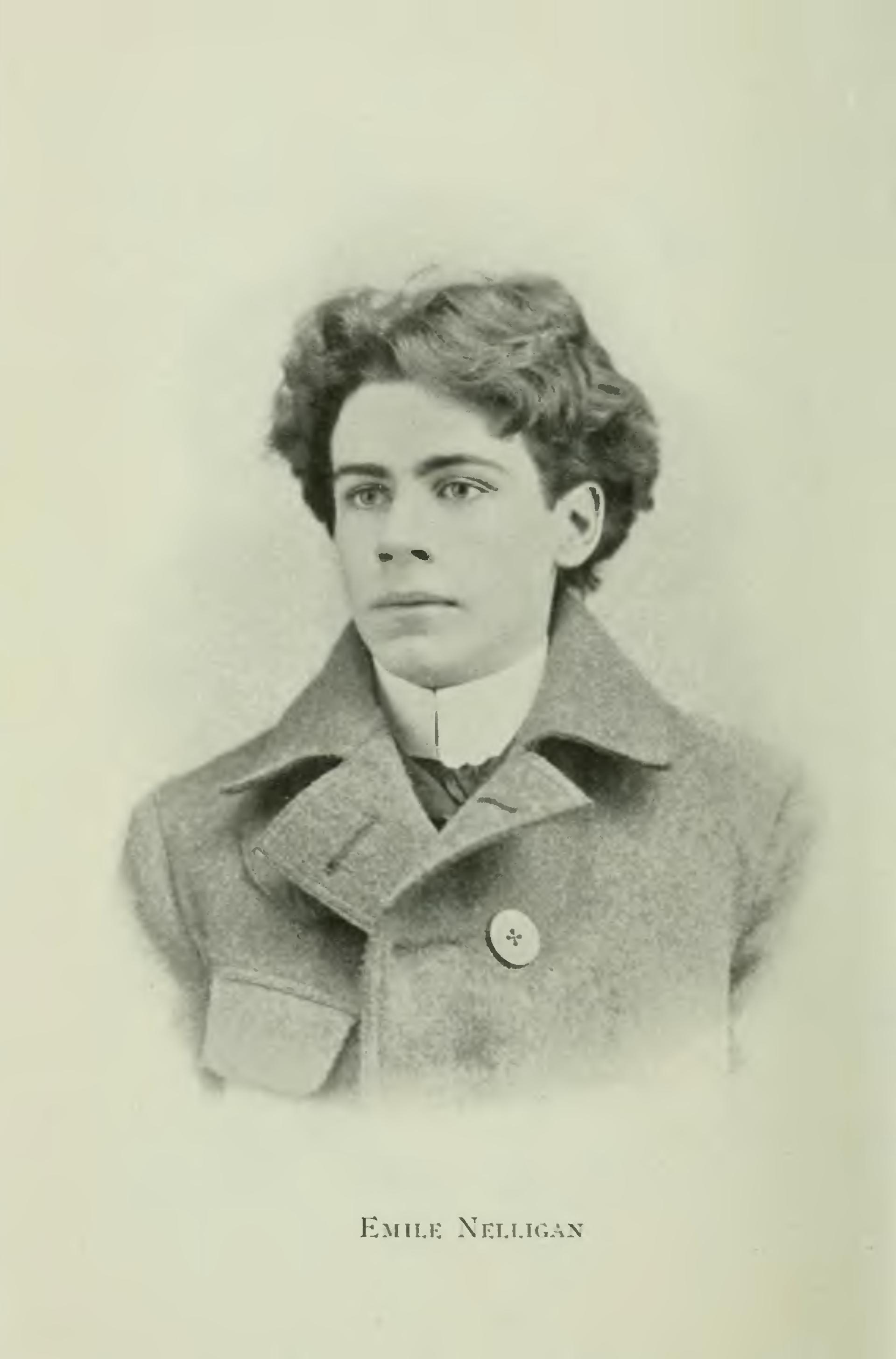
Émile Nelligan (1899)

Émile Nelligan (* 24. Dezember 1879 in Montreal; † 18. November 1941 ebenda) war ein kanadischer Dichter französischer Sprache.

## Leben und Werk
Émile Nelligan, dessen Vater irischer Abstammung war, veröffentlichte die ersten Gedichte im Alter von 16 Jahren. Mit 17 wurde er in den Montrealer Dichterverein (École littéraire de Montréal) aufgenommen und feierte dort Triumphe. 1899 wurde er im Alter von 19 Jahren geisteskrank und verbrachte die restlichen 42 Jahre seines Lebens stumm in geschlossenen Einrichtungen. Nach der Veröffentlichung der meisten Gedichte durch seinen Mentor Louis Dantin 1903 bildete sich langsam ein nationaler Mythos um ihn, dessen Schicksal als „poète maudit“ (mit Parallelen zu Rimbaud und Hölderlin) mit der Zerrissenheit Quebecs zwischen dem anglophonen Nordamerika und Frankreich in Beziehung gesetzt wurde. Er gilt im französischsprachigen Kanada als Begründer der modernen Lyrik. Ihm wurden zahlreiche Studien gewidmet. Alain Rey stellte ihn an die Seite von Apollinaire.
In Kanada tragen zahlreiche Straßen sowie (seit 1979) eine Stiftung  seinen Namen. Seine Büste steht seit 2005 im Square Saint-Louis in Montreal.

## Werkausgaben (Auswahl)
- (1903) Louis Dantin: Émile Nelligan et son œuvre. Hrsg. Réjean Robidoux. Presses de l’Université de Montréal, Montreal 1997. (kritische Ausgabe)
- (1903) Poésies complètes. Hrsg. Louis Dantin. Table ronde, Paris 1998.
- Poésies complètes, 1896–1899. Hrsg. Luc Lacourcière. Fides, Montreal 1952.